# Scotoleon fidelitas
Scotoleon fidelitas is een insect uit de familie van de mierenleeuwen (Myrmeleontidae), die tot de orde netvleugeligen (Neuroptera) behoort. 
Scotoleon fidelitas is voor het eerst wetenschappelijk beschreven door Adams in 1957.